# 飛鳥井雅世
飛鳥井 雅世（あすかい まさよ）は、室町時代中期の公卿。飛鳥井雅縁の長男。官位は正二位・権中納言、贈権大納言。飛鳥井家7代当主。

## 経歴
早くから3代将軍・足利義満に仕え、和歌と蹴鞠で重用され、宮廷や幕府主催の歌合で判者を務めた。
永享4年（1432年）には足利義教の富士山見物に随行し、その様子を『富士紀行』を著した。翌5年（1433年）、後花園天皇より『新続古今和歌集』の撰進の綸旨を受け、同11年（1439年）に完成させた。単著の家集『飛鳥井雅世卿歌集』や、父の雅縁との合綴となる家集『宋雅集』がある。また蹴鞠に関する著作としては『蹴鞠条々大概』がある。嘉吉元年（1441年）に出家。
正二位・権中納言に叙され、没後に権大納言を追贈された。

## 系譜
- 父：飛鳥井雅縁（1358-1428）
- 母：不詳
- 妻：不詳
  - 男子：飛鳥井雅親（1417-1491）
  - 次男：飛鳥井雅康（1436-1509） - 飛鳥井雅親の猶子